# Przegub Rzeppa

Przegub homokinetyczny z sześcioma kulami (nie pokazano koszyka celem lepszego zobrazowania działania)

Przegub Rzeppa – przegub homokinetyczny kulowy, w którym sześć kul przenoszących moment obrotowy znajduje się w rowkach prowadzących, wykonanych na wewnętrznej powierzchni kulistej oprawy oraz zewnętrznej powierzchni piasty. Kule są utrzymywane w określonym położeniu przez koszyk, którego położenie ustalane jest przez dźwigienkę sterującą. Końce tej dźwigienki są osadzone na napędzającej i napędzanej części przegubu. Poważną wadą tego mechanizmu jest mała trwałość. W roku 1957 firma Birfield dopracowała ten rodzaj przegubu tworząc przegub Birfielda (zwany też przegubem Birfielda-Rzeppa).